# Teorema de interseção de Cantor
O teorema de interseção de Cantor refere-se a dois teoremas intimamente relacionados em topologia geral e análise real, nomeados em homenagem a Georg Cantor, sobre interseções de sequências aninhadas decrescentes de conjuntos compactos não vazios.

## Declaração Topológica
- Teorema

Deixe {\displaystyle S} ser um espaço topológico. Uma sequência aninhada decrescente de compactos não vazios, subconjuntos fechados de {\displaystyle S} tem um cruzamento não vazio. Em outras palavras, supondo que {\displaystyle (C_{k})_{k\geq 0}} é uma sequência de subconjuntos compactos e fechados não vazios de S satisfazendo
{\displaystyle C_{0}\supset C_{1}\supset \cdots \supset C_{n}\supset C_{n+1}\supset \cdots ,}
segue que
{\displaystyle \bigcap _{k=0}^{\infty }C_{k}\neq \emptyset .}
A condição de fechamento pode ser omitida em situações onde cada subconjunto compacto de {\displaystyle S} está fechado, por exemplo quando {\displaystyle S} é Hausdorff.
- Prova

Suponha, por meio de contradição, que {\displaystyle {\textstyle \bigcap _{k=0}^{\infty }C_{k}}=\emptyset }. Para cada {\displaystyle k}, deixe {\displaystyle U_{k}=C_{0}\setminus C_{k}}. Uma vez que {\displaystyle {\textstyle \bigcup _{k=0}^{\infty }U_{k}}=C_{0}\setminus {\textstyle \bigcap _{k=0}^{\infty }C_{k}}} e {\displaystyle {\textstyle \bigcap _{k=0}^{\infty }C_{k}}=\emptyset }, temos {\displaystyle {\textstyle \bigcup _{k=0}^{\infty }U_{k}}=C_{0}}. Já que {\displaystyle C_{k}} estão fechados em relação a {\displaystyle S} e, portanto, também fechado em relação a {\displaystyle C_{0}}, the {\displaystyle U_{k}}, o conjunto deles complementa em {\displaystyle C_{0}}, estão abertos em relação a {\displaystyle C_{0}}.
Uma vez que {\displaystyle C_{0}\subset S} é compacto e {\displaystyle \{U_{k}\vert k\geq 0\}} é uma capa aberta (on {\displaystyle C_{0}}) de {\displaystyle C_{0}}, uma capa finita {\displaystyle \{U_{k_{1}},U_{k_{2}},\ldots ,U_{k_{m}}\}} pode ser extraído. Deixar {\displaystyle M=\max _{1\leq i\leq m}{k_{i}}}. Então {\displaystyle {\textstyle \bigcup _{i=1}^{m}U_{k_{i}}}=U_{M}} porque {\displaystyle U_{1}\subset U_{2}\subset \cdots \subset U_{n}\subset U_{n+1}\cdots }, pela hipótese de aninhamento para a coleção {\displaystyle (C_{k})_{k\geq 0}}. Consequentemente, {\displaystyle C_{0}={\textstyle \bigcup _{i=1}^{m}U_{k_{i}}}=U_{M}}. Mas então {\displaystyle C_{M}=C_{0}\setminus U_{M}=\emptyset }, uma contradição. ∎